# Цар

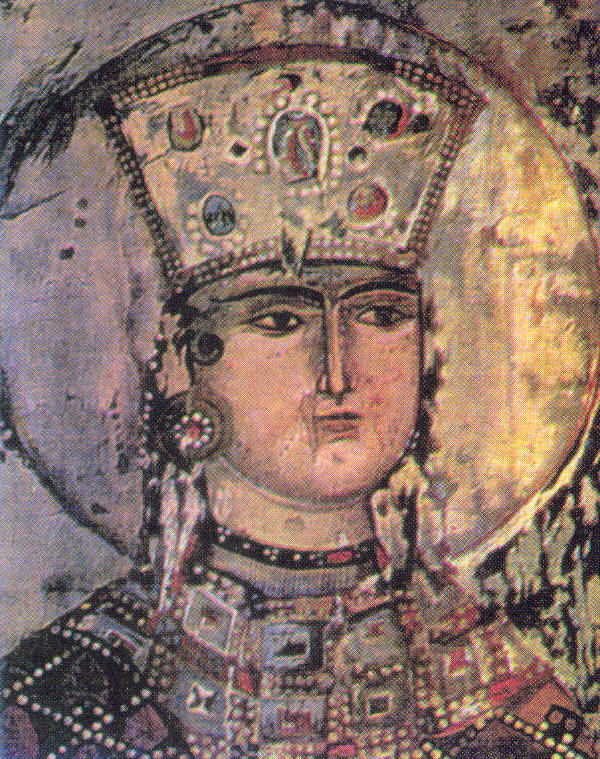
Грузинська цариця Тамара Велика

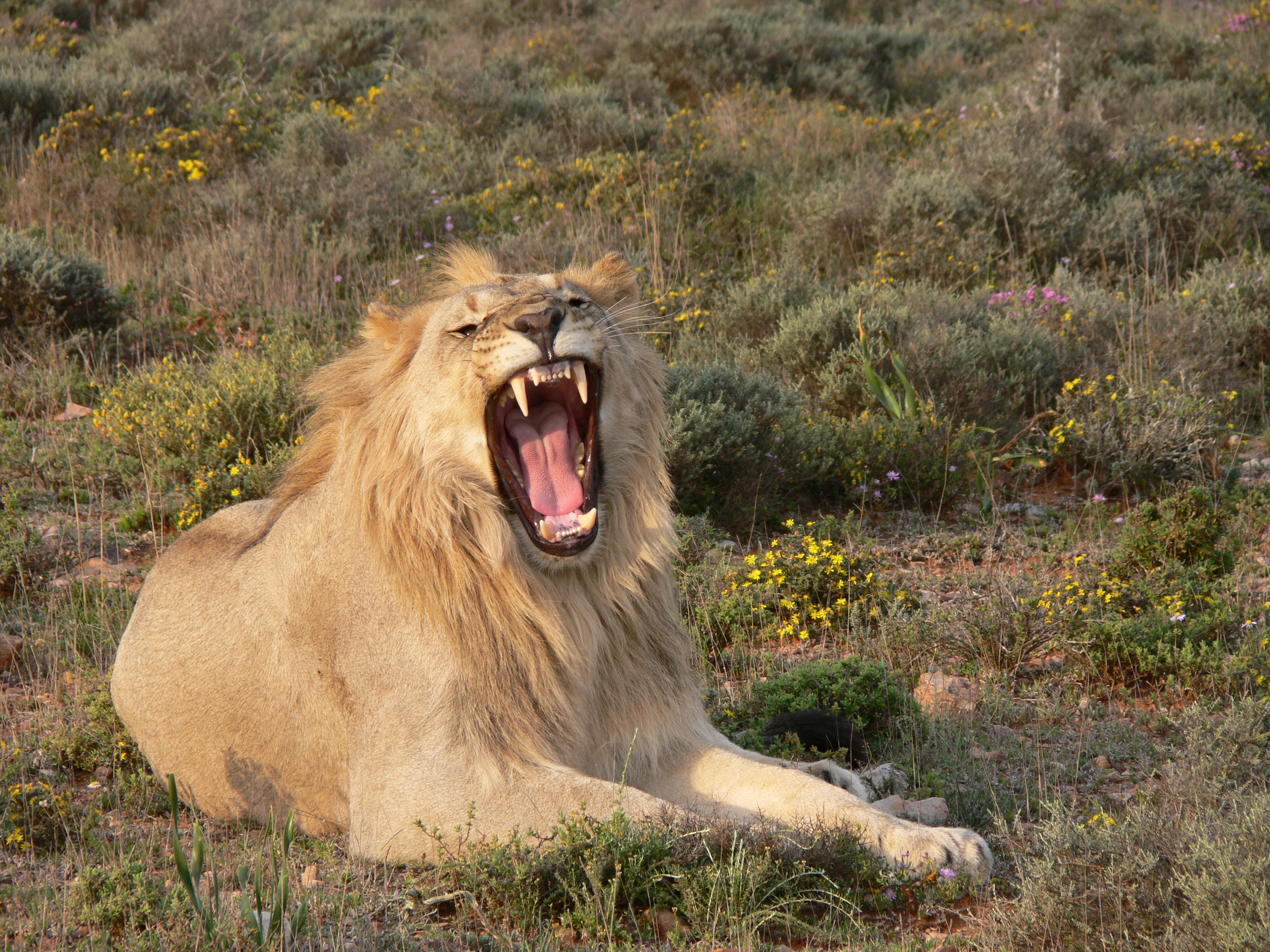
Лев — цар звірів.

Цар — титул монарха, самодержця у деяких європейських державах: Болгарії, Росії, Сербії, Хорватії (у двох останніх це слово означає також «імператор»). Також титул цар вживався в офіційних документах і руських літописах щодо Візантійських Імператорів, ханів Золотої орди та правителів держав, які утворилися після її розпаду. Найпоширеніше пояснення походження назви — від титулу римських імператорів — цезар (лат. caesar), Вживається також як загальна назва володаря якої-небудь країни. В українській традиції царями також називають трьох волхвів зі Сходу, що прийшли поклонитись Спасителю (Три царі).

Російський історик Карамзін мав іншу думку щодо походження титулу цар: 
|  | Це ім'я не є скорочення латинського Caesar, як багато безпідставно думали, але древнє Східне, яке стало у нас відомим зі Слов'янського перекладу Біблії і давалося Імператорам Візантійським, а в новітні часи Ханам Монгольським і має в перській мові значення трон або верховна влада. |

У переносному значенні — повновладний господар над ким- або чим-небудь, розпорядник, який підпорядковує навколишніх своєму впливу або переважає всіх чим-небудь: «лев — цар звірів».
Землі, на які поширюється влада царя, називається «царство», «царина», «цісарство». Російський монархічний режим іменується «царатом» (навіть за часів Російської імперії, коли володарі мали титул імператора).

## Етимологія

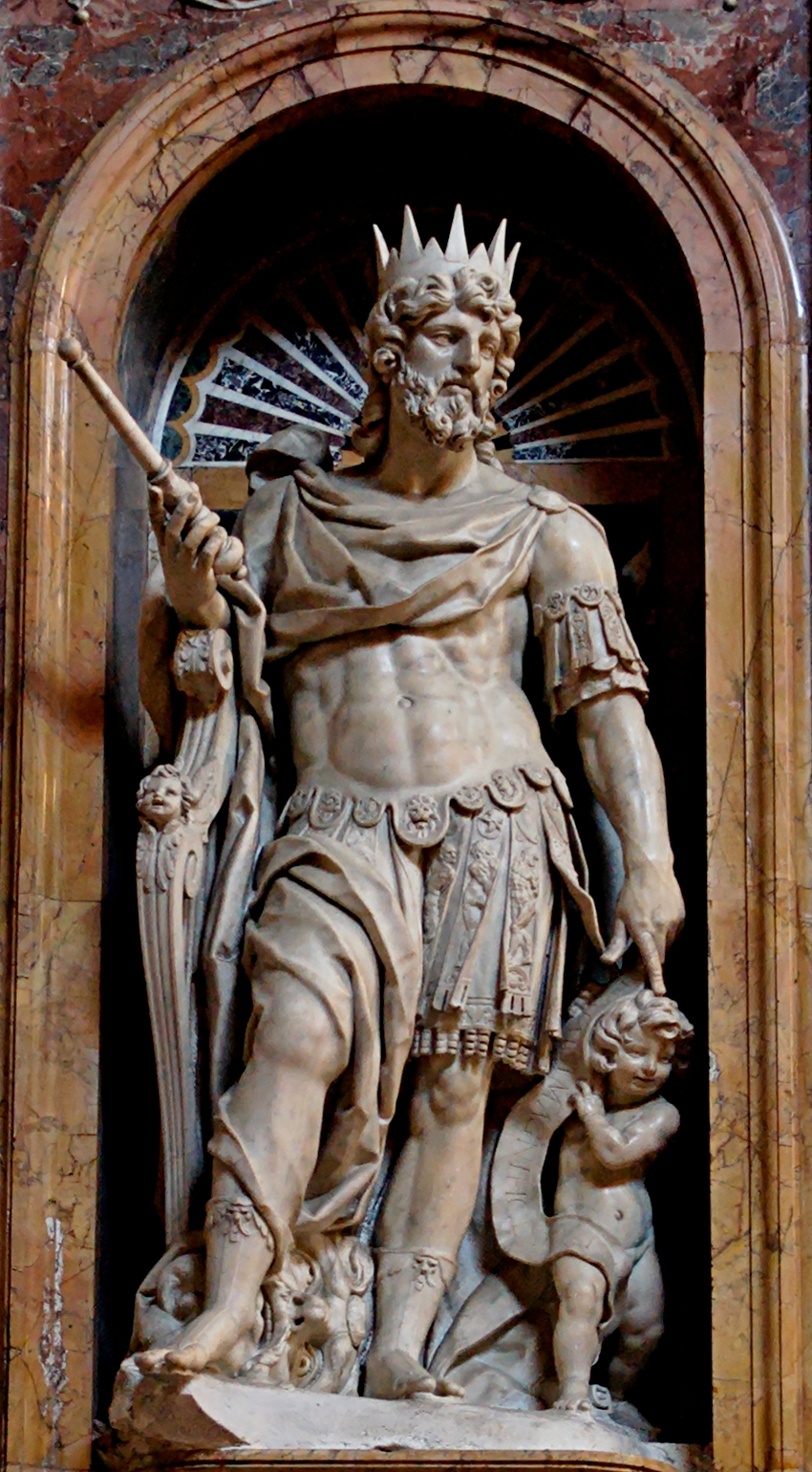
Давньоєврейський цар Давид

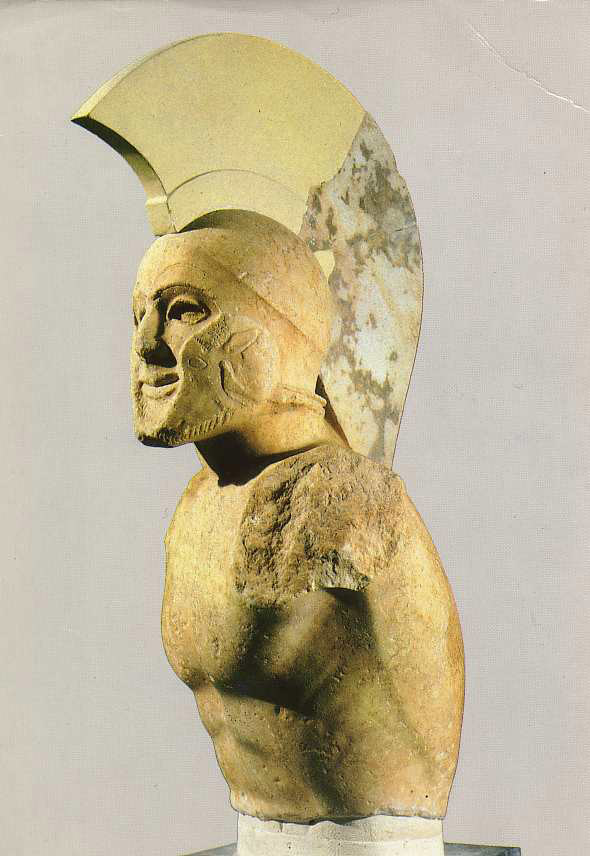
Спартанський цар Леонід

Caesar — обов'язкова частина титулу римських та візантійських імператорів як наступників Юлія Цезаря. Можливо, через готське Kaisar або безпосередньо з латинського «caesar», у пізнішій (з початковим «ц») вимові.
У письмових пам'ятках слово відоме з 917 року, з часів болгарського царя Симеона.
У давньоруській літературі термін використовували спочатку для позначення Бога — Царя Небесного, біблійних володарів, римських або візантійських імператорів, слугувавши зазвичай перекладом грецького Βασιλείς. З кінця XII століття його застосовували й щодо імператорів Священної Римської імперії. Власне давньоруських володарів «царями» називали лише умовно, підкреслюючи їхню подібність до візантійських імператорів, точніше — відповідність запозиченому з Візантії ідеалу християнського монарха, і частіше вже померлих князів. Лише після падіння Константинополя у 1204 році (і, відповідно, зникнення єдиного легітимного носія імператорського титулу) термін «цар» був вперше використано як позначення цілком світського статусу — щодо Романа Мстиславича, який намагався таким чином підкреслити претензії на роль єдиного володаря Русі. Надалі термін використовувався щодо нащадків Романа, але дедалі рідше.
Після входження більшої частини Русі до складу Монгольської імперії в слов'яномовних джерелах того часу цим словом почали називати Великого хана, а згодом — ханів Сибіру, Середньої Азії, Індії, Персії, Китаю поряд із запозиченим з тюркських мов словом «хан» (в письмових пам'ятках — з 1267 року.).
В Острозькому літописці (після 1633) словом «цар» позначають монархів рівня хана чи короля. Наприклад:
Року 1521. Махмет, перекопський цар, взял Казань под Василієм, князем московським, і в Москві больш 300 000 в'язнів набрал.
На противагу цьому імператору відповідає слово «цісар». Наприклад:
…Того ж року увесь Петриков вигорів. І цісар турський Селім Сирію, Єгипет і Аравію взявши, у Костантинополю здох.
У сучасній українській (а також російській і радянській історіографії) слово «цар» вживається як загальний термін для позначення неспоріднених титулів правителів стародавнього світу: Близького Сходу, Середземномор'я, Індії, Китаю тощо, а також доколумбової Америки. Іноді це призводить до того, що однакові за звучанням титули (зокрема, латинське «рекс» (лат. rex) або китайське «ван») перекладають по-різному — залежно від контексту.

## Семантика
Книжкова традиція називати «царями» давніх правителів збереглась в українській та російській мові досі. В українсько-російському слововживанні XIX століття, особливо простонародному, цим словом часто позначали монарха рівня короля чи хана. У сербській мові слово цар пов'язувалося з імператором.

## Росія
У Московії, а згодом Російській імперії, «цар» був титулом ханів династії Чингізидів, що з часом став титулом власне монарха Московії та Російської імперії. Цей титул вживається правителями Росії з часів Івана III здебільшого у дипломатичних паперах. 1497 року Іван III коронував як царя свого онука Дмитра Івановича, оголошеного спадкоємцем, але потім ув'язненого. Наступник Івана III Василь III задовольнявся старим титулом великий князь. Але у 1547 році його син Іван IV Грозний, досягнувши повноліття, коронував себе царем.

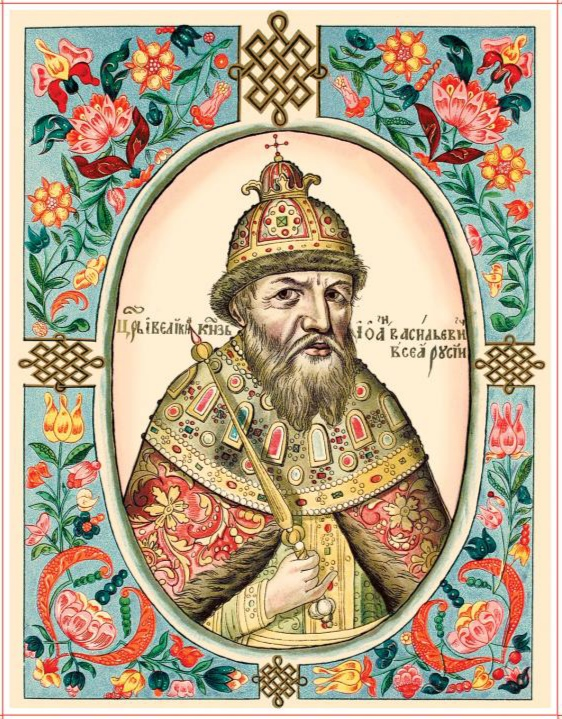
Іван Грозний — перший російський цар

До перебування на престолі Івана III слово «цар» зрідка вживали у російській літературній мові на означення московських правителів. Але в офіційних документах, міжнародних угодах та печатках воно не зустрічалося. Натомість титул «цар» постійно застосовувався стосовно сюзерена Москви, татарського хана, як у літературній, так і юридичній мові. Зокрема, в офіційному листуванні 1470-х років між Іваном III та Менглі Ґераєм, останній іменував себе царем, а Івана — великим князем: «Я Менгли-Гирей царь пожаловал, с братом своим великим князем взял любовь»; сам Іван відповідав йому: «Государь еси великий… брат мой Менгли-Гирей царь». У московських міжурядових наказах, інструкціях та паперах внутрішнього користування, хани завжди іменувалися царями.
1721 року Петро I замість давнього чину «цар» взяв титул «імператора». Відтоді титул «цар» продовжував вживатися нарівні з титулом «імператора» у російській документації та літературі до повалення монархії в лютому-березні 1917.

## Балкани
Титул «цар» також використовувався правителями Болгарії в 893-1014, 1085-1396, 1908-1946 і Сербії в 1346-1371  роках.

## Титули царської родини
- Цариця — титул монарха-жінки або дружини царя.
- Царевич — син царя.
- Царівна — дочка царя.

## Географічні назви
- Царгород
- Царицин
- Царицино
- Царське Село
- Білоцарськ

## Українські приказки щодо царів
- За царя Панька, як була земля тонка (тобто дуже давно)
- За царя Митрохи, коли людей було трохи (у дуже давні часи)[9]
- Як був цар, дурачок, була булка з кулачок, а як прийшли комуністи - то не стало чого їсти!